# Rawtenstall
Rawtenstall är en ort i distriktet Rossendale, i Storbritannien. Den ligger i grevskapet Lancashire och riksdelen England, i den centrala delen av landet, 280 km nordväst om huvudstaden London. Rawtenstall ligger 171 meter över havet och antalet invånare är 22 114.
Terrängen runt Rawtenstall är huvudsakligen lite kuperad. Rawtenstall ligger nere i en dal. Runt Rawtenstall är det mycket tätbefolkat, med 1 266 invånare per kvadratkilometer. Trakten runt Rawtenstall består i huvudsak av gräsmarker.